# Tobias Aagaard Hansen
Pour les articles homonymes, voir Hansen.
Tobias Aagaard Hansen, né le 10 mars 2002 à Odense, est un coureur cycliste danois. Il participe à des compétitions sur route et sur piste. Il est notamment champion d'Europe de poursuite par équipes en 2021 et champion du monde de la même discipline en 2024. Il est également champion d'Europe et champion du monde de course à l'élimination en 2024.

## Palmarès sur piste

### Jeux olympiques
- Paris 2024
  - 4e de la poursuite par équipes

### Championnats du monde
| Édition / Épreuve              | Poursuite par équipes                           | Scratch | Élimination |
| Roubaix 2021                   | 4e                                              | 8e      | 12e         |
| Saint-Quentin-en-Yvelines 2022 | Bronze                                          |         |             |
| Glasgow 2023                   |                                                 | 7e      |             |
| Ballerup 2024                  | Or (avec Bévort, Rodenberg, Larsen et Pedersen) | Argent  | Or          |

### Coupe des nations
- 2021
  - 2e de la poursuite par équipes à Hong Kong
- 2022
  - 3e de la poursuite par équipes à Glasgow
- 2023
  - 1er de la poursuite par équipes à Jakarta
  - 1er de la poursuite par équipes au Caire
  - 1er de l'omnium à Jakarta
- 2024
  - 1er de la poursuite par équipes à Hong Kong (avec Frederik Rodenberg, Robin Skivild et Lasse Norman Leth)

### Ligue des champions
- 2023
  - 3e du scratch à Berlin
  - 3e du scratch à Londres (I)
- 2024
  - 1er du scratch à Apeldoorn (I)
  - 1er de l'élimination à Apeldoorn (II)
  - 2e de l'élimination à Apeldoorn (I)

### Championnats d'Europe
| Édition / Épreuve          | Poursuite par équipes                  | Course aux points | Scratch | Élimination | Américaine |
| Fiorenzuola 2020 (juniors) |                                        | Bronze            |         | Or          |            |
| Granges 2021               | Or (avec Malmberg, Bévort et Pedersen) |                   | 8e      |             |            |
| Munich 2022                | Argent                                 |                   |         | 9e          |            |
| Granges 2023               |                                        | 5e                |         | 7e          | 8e         |
| Apeldoorn 2024             | Argent                                 |                   | Bronze  | Or          |            |
| Heusden-Zolder 2025        | Or (avec Larsen, Leth et Skivild)      |                   |         |             |            |

### Championnats du Danemark
- 2018
  -  Champion du Danemark de vitesse juniors
- 2019
  -  Champion du Danemark de vitesse juniors
  -  Champion du Danemark du kilomètre juniors
  -  Champion du Danemark du scratch juniors
  - 2e de la course aux points juniors
  - 2e du scratch
  - 2e de l'omnium juniors
  - 3e de la poursuite juniors
- 2020
  - 2e de l'américaine
- 2021
  -  Champion du Danemark d'omnium
  - 2e de la course aux points
- 2022
  -  Champion du Danemark d'omnium
- 2023
  -  Champion du Danemark d'omnium

### Six Jours
- Six Jours de Rotterdam : 2024 (avec Michael Mørkøv)

## Palmarès sur route

### Par année
- 2022
  - 3e étape du Baltic Chain Tour
- 2023
  - Herning City Gadeløbet
- 2024
  - HurtigJoakimLøbet
  - Grand Prix Lumsås
  - 3e du Fyen Rundt
- 2025
  - Holstebro Tours :
    - Classement général
    - 4e étape (contre-la-montre)

### Classements mondiaux
| Année                                 | 2022  | 2023  | 2024  |
| ------------------------------------- | ----- | ----- | ----- |
| Classement mondial                    | 2199e | 2838e | 1140e |
| UCI Europe Tour                       | 1385e | nc    | nc    |
|                                       |       |       |       |
| Légende : nc = non classéSource : UCI |       |       |       |

## Distinctions
- Cycliste danois de l'année 2024